# М-60 (бомбардировщик)
М-60 — нереализованный проект советского атомного сверхзвукового стратегического бомбардировщика разработки ОКБ Мясищева. Является продолжением проекта бомбардировщика М-50, главным недостатком которого был большой расход горючего (примерно 500 тонн для полёта до США и обратно в СССР). Поэтому было решено использовать ядерные силовые установки открытого типа.

## М-60
Первоначально конструкторы видели решение задачи в оснащении М-50 специальными двигателями главного конструктора А. М. Люльки. Но к 1956 году стало ясно, что подобные двигатели влекут за собой множество проблем: требовалось защитить экипаж от большого количества радиации, обслуживание самолёта должно было происходить дистанционно, сильно загрязнялась окружающая среда.
Для защиты экипажа предполагалось использовать глухую свинцовую капсулу весом около 60 тонн. В капсуле поддерживалось бы избыточное давление, а для визуального обзора использовались телевизионные, радиолокационные экраны и перископы. Управление самолётом частично ложилось на автоматику. Позже было предложено вовсе отказаться от экипажа, так как самолёт мог сам взлетать, набирать высоту, атаковать цель и возвращаться, Но идея была отвергнута.
Для обслуживания подобных самолётов нужны были специальные комплексы. Требовалась взлётно-посадочная полоса толщиной не менее 0,5 м. Двигатели устанавливались бы на самолёт автоматизированно, сразу перед полётом. Заправка, доставка экипажа, подвеска вооружения и прочее тоже должно было осуществляться автоматизированно ввиду большого радиационного фона.

## М-60М
Из-за сложности подобных наземных комплексов, параллельно разрабатывался гидросамолёт М-60М. В целом это был всё тот же М-60, только двигатели были максимально подняты над землёй. Для взлёта была использована сложная система выдвижных подводных крыльев и гидролыж.
Базироваться эти самолёты могли не только в южных широтах СССР, но и в северных. В то время уже представлялось возможным поддерживать такие базы в незамерзающем состоянии.

## Закрытие проекта
К 1960 году на совещании по перспективам развития стратегических систем оружия проект решено было закрыть, так как доставка ядерного вооружения таким бомбардировщиком была слишком дорогой по сравнению с другими появившимися в то время возможностями: межконтинентальные ракеты были намного выгоднее.